# غیرت‌گنج
غیرت‌گنج (به انگلیسی: Gairatganj) یک منطقهٔ مسکونی در هند است که در شهرستان رایسن واقع شده‌است.

## خصوصیات
غیرت‌گنج ۸٬۰۹۵ نفر جمعیت دارد.